# Кулешов, Олег Степанович
Олег Степанович Кулешов (12 июля 1947, Казинское сельское поселение, Курская область — 24 сентября 2015) — российский политический деятель, депутат Государственной думы второго созыва

## Биография
Окончил Воронежский государственный университет, Ростовскую межобластную ВПШ, аспирантуру Воронежского государственного университета, кандидат исторических наук.
Депутат Государственной Думы Федерального Собрания РФ второго созыва (1995—1999), был членом фракции КПРФ, членом Комитета по бюджету, налогам, банкам и финансам.